# Фредерик-Чарлери, Джошуа
Джошуа Фредерик-Чарлери (англ. Joshewa Frederick-Charlery; 24 января 1997, Джорджтаун) — кайманский футболист, защитник румынского клуба «Тунари» и сборной Каймановых островов.

## Биография

### Клубная карьера
Начинал игровую карьеру на Каймановых островах в местном клубе «Академия». Некоторое время провёл в США, где выступал за студенческие команды. В 2019-21 годах выступал на Кайманах за клуб «Бодден Таун», откуда в 2021 году перешёл в финский клуб третьей лиги ОТП, в котором провёл 6 матчей. В январе 2022 года стал игроком клуба третьей лиги Румынии «Тунари».

### Карьера в сборной
Дебютировал за сборную Каймановых островов 13 мая 2015 года в товарищеском матче с Доминиканской Республики (0:6). С 2019 года неоднократно выходил на поле с капитанской повязкой.